# Fala (gmina Ruše)
Fala – wieś w Słowenii, w gminie Ruše. W 2018 roku liczyła 76 mieszkańców.